# An San
An San (em coreano: 안산; Gwangju, 12 de abril de 2004) é um arqueira profissional sul-coreana, campeã olímpica.

## Carreira
San começou o tiro com arco enquanto estava na escola primária. Nos primeiros anos, já se destacou no esporte mas sofreu dificuldades por não encontrar facilmente um centro de treinamento que aceitava mulheres. Apesar das adversidades, ela foi campeã na prova em equipes misto nos Jogos Olímpicos de Verão de 2020 em Tóquio ao lado de Kim Je-deok.